# Jean Dubuc
Jean Dubuc, né le 8 mars 1941 à Saint-Isidore, est un homme politique québécois.

## Biographie
Jean Dubuc est président fondateur de Nettoyeur Chatel à Saint-Rémi de 1979 à 2003, président de Nettoyeur Manon à Saint-Hubert de 1981 à 1984, vice-président de Nettoyeur Chatel à Châteauguay de 1983 à 1986 et président de Nettoyeur pratique à Saint-Léonard de 1985 à 1988.
Il a été président fondateur du Comité d'accueil de Delson de 1971 à 1976.

### Carrière politique
Il est conseiller municipal à la Ville de Delson de 1976 à 1980. 
Il est député à l'Assemblée nationale du Québec, représentant la circonscription de La Prairie de 2003 à 2007, sous la bannière du Parti libéral du Québec.
Il est défait aux élections de 2007 par l'adéquiste Monique Roy Verville.